# Laura Carmine
Laura Carmine (ur. 2 kwietnia 1983) – amerykańska aktorka i prezenterka. Pracuje w Meksyku.

## Życiorys
Jako mała dziewczynka mieszkała w Puerto Rico. Studiowała reklamę i marketing. W 2003 rozpoczęła studia magisterskie z marketingu międzynarodowego, ale przerwała je, po czym wyjechała do Meksyku, aby spróbować swojego szczęścia na castingu w Televisie. W 2006 została studentką Centrum Edukacji Artystycznej Televisy.

## Kariera
Jej debiutem w telewizji była rola prowadzącej szczególny program SKY Mexico. Pierwszą rolą jaką otrzymała w telenoweli była postać Julii w Miłosnym nokaucie z Sebastianem Rullim i Danną Garcią. W 2009 zagrała Perlę w telenoweli Dzikie serce z Eduardo Yáñezem i Aracely Arámbulą. W 2010 dostała drugoplanową rolę Marii Jose w Camaleones.
W 2011 po kilku latach grania mało znaczących i drugoplanowych ról producentka MaPat dała jej szansę zagrania protagonistki w swojej najnowszej telenoweli Ni contigo ni sin ti u boku Eduardo Santamariny, Alessandry Rosaldo i Ericka Eliasa.
Rok 2012 był dla niej bardzo pracowity. Najpierw Carlos Moreno dał jej rolę Ximeny Monterde w swojej produkcji Nieposkromiona miłość. Po zakończeniu swojego udziału wygrała casting na rolę bliźniaczek w ¿Quién eres tú? remake'u Pauliny.
Na początku marca 2013 media oficjalnie ogłosiły jej udział w Burzy – telenoweli Salvadora Meji u boku Ximeny Navarrete, Wiliama Levy’ego i Ivana Sancheza.

## Życie prywatne
Laura choruje na częściową heterochromię, dlatego lewe oko ma zielonobrązowe, a prawe brązowe.
Carmine zadeklarowała również, że kocha zwierzęta i będzie walczyć o ich prawa. Jest również wegetarianką.

## Filmografia

### Telenowele
| Rok       | Telenowela            | Postać                                              |
| --------- | --------------------- | --------------------------------------------------- |
| 2015–2016 | A que no me dejas...  | Nuria Murat Urrutia                                 |
| 2014      | Oblicza miłości       | Simona Verduzco                                     |
| 2013      | Burza                 | Esther "Esthercita" Salazar Mata / Ada de Contreras |
| 2012–2013 | ¿Quién eres tú?       | Natalia Garrido / Verónica Garrido de Esquivel      |
| 2012      | Nieposkromiona miłość | Ximena Díaz Santos                                  |
| 2012      | Ja, ona i Eva         | Camila                                              |
| 2011      | Ni contigo ni sin ti  | Nicole Lorenti Tinoco                               |
| 2010      | Camaleones            | María José                                          |
| 2009      | Mi pecado             | Dolores „Lola”                                      |
| 2009      | Dzikie serce          | Perla                                               |
| 2008      | Miłosny nokaut        | Julia                                               |

## Nagrody i nominacje

### Premios TVyNovelas (México)
| Rok  | Kategoria                  | Telenowela            | Wynik        |
| 2012 | Żeńska rewelacja           | Ni contigo ni sin ti  | Zwyciężczyni |
| 2013 | Najlepsza aktorka z obsady | Nieposkromiona miłość | Nominowana   |